# 新大宮バイパス
新大宮バイパス（しんおおみやバイパス）は、東京都練馬区北町から埼玉県さいたま市北区吉野町に至る国道17号のバイパス道路である。終端のさいたま市北宮前インターチェンジから吉野町までの区間は国道16号が重複している。
首都高速道路5号池袋線、埼玉大宮線、新大宮上尾道路も参照。

## 概要
埼玉県さいたま市北区から同県鴻巣市の現道区間を形成する大宮バイパスと区別するために新大宮バイパスの名称となった。東京都板橋区の笹目橋南詰交点から埼玉県戸田市の笹目橋北詰交点にかけては東京都道・埼玉県道68号練馬川口線、さいたま市内の一部が埼玉県道56号さいたまふじみ野所沢線や国道16号（東京環状）とそれぞれ重複している。東京都内においては東京都市計画道路幹線街路放射第35号線 の一部をなす。戸田市内では戸田都市計画道路3・1・1号新大宮バイパス、さいたま市内ではさいたま都市計画道路3・1・4号新大宮バイパス線にそれぞれ指定されている。
東京都内は6車線および暫定2車線、埼玉県内は全線6車線で供用されており、また、板橋区からさいたま市中央区の与野出入口までの区間には都市高速道路（首都高速5号池袋線・首都高速埼玉大宮線）が道路中央に高架で併設されている。この高架用地は当初、都市高速道路用地として確保されていたが長らく着工されず、1990年以降になって5号池袋線・埼玉大宮線が順次開通した。
1967年（昭和42年）10月に笹目橋から国道16号に至る約11.2 kmが完成し、2車線で供用を開始した。1970年（昭和45年）1月に4車線化、1972年（昭和47年）7月からは6車線化した。
この路線と国道16号東大宮バイパス、国道122号、国道298号を合わせてさいたま市周辺の環状線としての役割がある。また、浦和駅周辺の混雑を解消する4車線環状道路の一部となっている（ほかに田島大牧線・産業道路・道場三室線）。
なお、東京都方面では、新大宮バイパス起点よりも東京都心側においても都市計画道路放射第35号線に指定されている。東京都道311号環状八号線（環八通り）の平和台交差点（平和台駅前）、東京都道318号環状七号線（環七通り）と東京都道441号池袋谷原線（要町通り）が交差する武蔵野病院前交差点方面へ伸びる区間が東京都市計画道路幹線街路放射第35号線・東京都市計画道路幹線街路放射第36号線として、東京都を事業主体として事業中であり、これらが完成すると池袋駅西口から当バイパスまでが一本の道路で結ばれる予定である。これら都事業の進展に対して、関東地方整備局は北町交差点を放射35号線の整備時には平面交差、放射36号線の整備時に立体化（北町IC）とし、また、暫定2車線区間は、放射36号線の整備に合わせて4車線化するとしている。
埼玉県内は大規模災害時に交通規制が行われる。

### 路線データ
- 起点：東京都練馬区北町（新大宮バイパス入口交差点 = 国道254号川越街道交点）
- 終点：埼玉県さいたま市北区吉野町（吉野町交差点 = 国道16号交点）
- 全長：23.220 km
- 規格（一般部）：第4種第1級
- 最急勾配：5 %
- 道路幅員：36.0 m（北町 - 赤塚）、42.50 m（赤塚 - 宮前）、28.5 m（宮前 - 吉野町）
- 車線数（一般部）：暫定2車線（板橋区赤塚以南。2.3 km。予定では完成4車線）、6車線（赤塚以北、20.9 km）
- 事業化：1964年度（昭和39年度）
- 事業費：800億円

## 路線状況

### 道路構造物
- 下赤塚高架橋
- 笹目橋（荒川・新河岸川）
- 宮前橋
- 鴻沼橋（鴻沼川）
- 鴨川大橋（鴨川）
- 宮前跨線橋・川越跨線橋（川越線）
- 第二鴨川大橋（鴨川）
- 宮原高架橋（高崎線）

## 地理

### 通過する自治体
- 東京都
  - 練馬区 - 板橋区
- 埼玉県
  - 和光市 - 戸田市 - さいたま市（南区 - 桜区 - 中央区 - 大宮区 - 西区 - 北区）

### 交差する道路
| 接続する道路                                                                                  | 接続する道路                                                        | 交差点名                      | 最高速度 (km/h) | 車線数 (共用/計画) | 所在地 | 所在地     | 所在地 |
| --------------------------------------------------------------------------------------------- | ------------------------------------------------------------------- | ----------------------------- | --------------- | ------------------ | ------ | ---------- | ------ |
| 東京都道311号環状八号線支線（東京都市計画道路幹線街路放射第35号線） 氷川台駅方面（暫定2車線） |                                                                     |                               |                 |                    |        |            |        |
| 国道254号（川越街道）                                                                         | 国道254号（川越街道）                                               | 新大宮バイパス入口 （北町IC） | 50              | 2/4                | 東京都 | 練馬区     | 練馬区 |
| 東京都道446号長後赤塚線                                                                       | 東京都道446号長後赤塚線                                             | 新四葉                        | 50              | 2/4                | 東京都 | 板橋区     | 板橋区 |
| 東京都道447号赤羽西台線（高島通り）                                                           | 東京都道447号赤羽西台線（高島通り）                                 | 三園二丁目                    | 60 (法定速度)   | 6/6                | 東京都 | 板橋区     | 板橋区 |
| 東京都道68号練馬川口線 （笹目通り）                                                           |                                                                     | 笹目橋                        | 60 (法定速度)   | 6/6                | 東京都 | 板橋区     | 板橋区 |
| 首都高速5号池袋線                                                                             | 首都高速5号池袋線                                                   | 戸田南出入口                  | 60 (法定速度)   | 6/6                | 埼玉県 | 戸田市     | 戸田市 |
|                                                                                               | 埼玉県道68号練馬川口線 （オリンピック道路・新曽川口線）             | 早瀬（南）                    | 60 (法定速度)   | 6/6                | 埼玉県 | 戸田市     | 戸田市 |
|                                                                                               | （中央通り）                                                        | 下笹目                        | 60 (法定速度)   | 6/6                | 埼玉県 | 戸田市     | 戸田市 |
| （北大通り）                                                                                  | （北大通り・旭町山宮線）                                            | 北大通り                      | 60 (法定速度)   | 6/6                | 埼玉県 | 戸田市     | 戸田市 |
| 首都高速5号池袋線                                                                             | 首都高速5号池袋線                                                   | 戸田出入口                    | 60 (法定速度)   | 6/6                | 埼玉県 | 戸田市     | 戸田市 |
| 国道298号※側道                                                                                | 国道298号※側道                                                      | 美女木八幡                    | 60 (法定速度)   | 6/6                | 埼玉県 | 戸田市     | 戸田市 |
| 首都高速埼玉大宮線                                                                            | 首都高速埼玉大宮線                                                  | 浦和南出入口                  | 60 (法定速度)   | 6/6                | 埼玉県 | さいたま市 | 南区   |
| （事業中・大谷場高木線）                                                                      | （田島通り・大谷場高木線）                                          | 田島団地前                    | 60 (法定速度)   | 6/6                | 埼玉県 | さいたま市 | 南区   |
| 埼玉県道・東京都道40号さいたま東村山線（志木街道・田島大牧線）※側道                           | 埼玉県道・東京都道40号さいたま東村山線（志木街道・田島大牧線）※側道 | 田島                          | 60 (法定速度)   | 6/6                | 埼玉県 | さいたま市 | 南区   |
| 首都高速埼玉大宮線                                                                            | 首都高速埼玉大宮線                                                  | 浦和中央出入口                | 60 (法定速度)   | 6/6                | 埼玉県 | さいたま市 | 桜区   |
|                                                                                               | （町谷本太線）                                                      | 町谷四丁目                    | 60 (法定速度)   | 6/6                | 埼玉県 | さいたま市 | 桜区   |
| 埼玉県道57号さいたま鴻巣線                                                                    | 埼玉県道57号さいたま鴻巣線                                          | 町谷                          | 60 (法定速度)   | 6/6                | 埼玉県 | さいたま市 | 桜区   |
| （事業中・道場三室線）                                                                        | 埼玉県道57号さいたま鴻巣線（道場三室線）                            |                               | 60 (法定速度)   | 6/6                | 埼玉県 | さいたま市 | 桜区   |
| 首都高速埼玉大宮線                                                                            | 首都高速埼玉大宮線                                                  | 浦和北出入口                  | 60 (法定速度)   | 6/6                | 埼玉県 | さいたま市 | 桜区   |
| 国道463号（埼大通り・北浦和西口下大久保線）※側道                                              | 国道463号（埼大通り・北浦和西口下大久保線）※側道                    | 埼大通り                      | 60 (法定速度)   | 6/6                | 埼玉県 | さいたま市 | 中央区 |
| 埼玉県道215号宗岡さいたま線（タツミ通り線）                                                   | 埼玉県道215号宗岡さいたま線（タツミ通り線）                         | 上峰                          | 60 (法定速度)   | 6/6                | 埼玉県 | さいたま市 | 中央区 |
| （白鍬通り）                                                                                  | （白鍬通り）                                                        | 白鍬通り                      | 60 (法定速度)   | 6/6                | 埼玉県 | さいたま市 | 中央区 |
| 首都高速埼玉大宮線                                                                            | 首都高速埼玉大宮線                                                  | 与野出入口                    | 60 (法定速度)   | 6/6                | 埼玉県 | さいたま市 | 中央区 |
|                                                                                               | 埼玉県道215号宗岡さいたま線（八幡通り線）                           | 円阿弥                        | 60 (法定速度)   | 6/6                | 埼玉県 | さいたま市 | 中央区 |
| （南大通東線）                                                                                | 埼玉県道56号さいたまふじみ野所沢線（南大通東線）                    | 与野大宮大通り                | 60 (法定速度)   | 6/6                | 埼玉県 | さいたま市 | 中央区 |
| 埼玉県道56号さいたまふじみ野所沢線（三橋中央通線）                                            | 埼玉県道165号大谷本郷さいたま線（三橋中央通線）                     | 三橋二丁目                    | 60 (法定速度)   | 6/6                | 埼玉県 | さいたま市 | 大宮区 |
| 埼玉県道2号さいたま春日部線（西遊馬三橋線）                                                   | 埼玉県道2号さいたま春日部線（大宮岩槻線）                           | 三橋五丁目北                  | 60 (法定速度)   | 6/6                | 埼玉県 | さいたま市 | 西区   |
|                                                                                               | （三橋公園通り）                                                    | 三橋六丁目                    | 60 (法定速度)   | 6/6                | 埼玉県 | さいたま市 | 西区   |
| （文化センター通り）                                                                          |                                                                     | 大宮西警察署前                | 60 (法定速度)   | 6/6                | 埼玉県 | さいたま市 | 西区   |
| 国道16号（西大宮バイパス）                                                                    | 国道17号（上尾道路）                                                | 宮前IC                        | 60 (法定速度)   | 6/6                | 埼玉県 | さいたま市 | 西区   |
| （宮原指扇線）                                                                                | （宮原指扇線）                                                      | 日進南                        | 60 (法定速度)   | 6/6                | 埼玉県 | さいたま市 | 北区   |
| （奈良別所通り）                                                                              | （奈良別所通り）                                                    | 奈良町北                      | 60 (法定速度)   | 6/6                | 埼玉県 | さいたま市 | 北区   |
| -                                                                                             | 国道17号（大宮バイパス）                                            | 吉野町IC                      | 60 (法定速度)   | 6/6                | 埼玉県 | さいたま市 | 北区   |
| （吉野原今羽線）※側道                                                                         | 国道16号（東大宮バイパス）※側道                                     | 吉野町                        | 60 (法定速度)   | 6/6                | 埼玉県 | さいたま市 | 北区   |
| 国道17号（大宮バイパス・中山道） 熊谷・高崎方面                                               |                                                                     |                               |                 |                    |        |            |        |

### 沿線の主な施設
| 施設名                                 | 所在地 | 所在地     |
| -------------------------------------- | ------ | ---------- |
| 板橋区立赤塚第一中学校                 | 東京都 | 板橋区     |
| 赤塚公園                               | 東京都 | 板橋区     |
| 三園浄水場                             | 東京都 | 板橋区     |
| 埼玉県下水道公社                       | 埼玉県 | 戸田市     |
| JR東日本 西浦和駅                      | 埼玉県 | さいたま市 |
| 埼玉県立浦和工業高等学校               | 埼玉県 | さいたま市 |
| 浦和総合流通センター                   | 埼玉県 | さいたま市 |
| 埼玉大学                               | 埼玉県 | さいたま市 |
| 浦和西警察署                           | 埼玉県 | さいたま市 |
| 彩の国さいたま芸術劇場                 | 埼玉県 | さいたま市 |
| 与野公園                               | 埼玉県 | さいたま市 |
| 埼玉県立与野高等学校                   | 埼玉県 | さいたま市 |
| イオンモール与野                       | 埼玉県 | さいたま市 |
| 埼玉県立いずみ高等学校                 | 埼玉県 | さいたま市 |
| 湯けむり横丁おおみや                   | 埼玉県 | さいたま市 |
| 三橋総合公園                           | 埼玉県 | さいたま市 |
| 埼玉県警察本部交通機動隊               | 埼玉県 | さいたま市 |
| 大宮西警察署                           | 埼玉県 | さいたま市 |
| 聖学院大学                             | 埼玉県 | さいたま市 |
| 国土交通省関東地方整備局大宮国道事務所 | 埼玉県 | さいたま市 |

## 交通量
| 交通調査地点                                  | 年度   | 昼間12時間自動車類交通量(台) | 昼間12時間自動車類交通量(台) | 昼間12時間自動車類交通量(台) | 24時間自動車類交通量(台) | 24時間自動車類交通量(台) | 24時間自動車類交通量(台) |
| 交通調査地点                                  | 年度   | 小型車                       | 大型車                       | 合計                         | 小型車                   | 大型車                   | 合計                     |
| --------------------------------------------- | ------ | ---------------------------- | ---------------------------- | ---------------------------- | ------------------------ | ------------------------ | ------------------------ |
| 練馬区北町3-13                                | 2010年 | 9,231                        | 3,674                        | 12,905                       | 14,123                   | 5,895                    | 200,18                   |
| 練馬区北町3-13                                | 2015年 | 9,054                        | 3,521                        | 12,575                       | 13,600                   | 5,263                    | 18,863                   |
| 板橋区三園2-14                                | 2010年 | 33,508                       | 13,932                       | 47,440                       | 49,105                   | 21,382                   | 70,487                   |
| 板橋区三園2-14                                | 2015年 | 31,881                       | 12,833                       | 44,714                       | 466,26                   | 19,998                   | 66,624                   |
| 戸田市早瀬1-24                                | 2010年 | 40,476                       | 12,238                       | 52,714                       | 58,409                   | 19,734                   | 78,143                   |
| 戸田市早瀬1-24                                | 2015年 | 31,577                       | 14,661                       | 46,238                       | 46,466                   | 21,965                   | 68,431                   |
| さいたま市南区内谷1-7-5                       | 2015年 | 28,369                       | 9,921                        | 38,290                       | 43,376                   | 15,395                   | 58,771                   |
| さいたま市桜区田島7-15-22                     | 2010年 | 35,313                       | 15,744                       | 51,057                       | 53,622                   | 24,969                   | 78,591                   |
| さいたま市桜区田島7-15-22                     | 2015年 | 36,693                       | 9,753                        | 46,446                       | 56,294                   | 15,396                   | 71,690                   |
| さいたま市西区内野本郷212（国道16号重複区間） | 2010年 | 21,515                       | 5,468                        | 28,983                       | 34,927                   | 9,883                    | 44,810                   |
| さいたま市西区内野本郷212（国道16号重複区間） | 2015年 | 20,221                       | 4,743                        | 24,964                       | 30,423                   | 8,770                    | 39,193                   |

## 接続するバイパスの位置関係
- 国道17号
  - （東京方面） 新大宮バイパス - 上尾道路（新潟方面）
  - （東京方面） 新大宮バイパス - 大宮バイパス（新潟方面）
- 国道16号
  - （八王子方面）西大宮バイパス -  新大宮バイパス - 東大宮バイパス（柏方面）

## ギャラリー

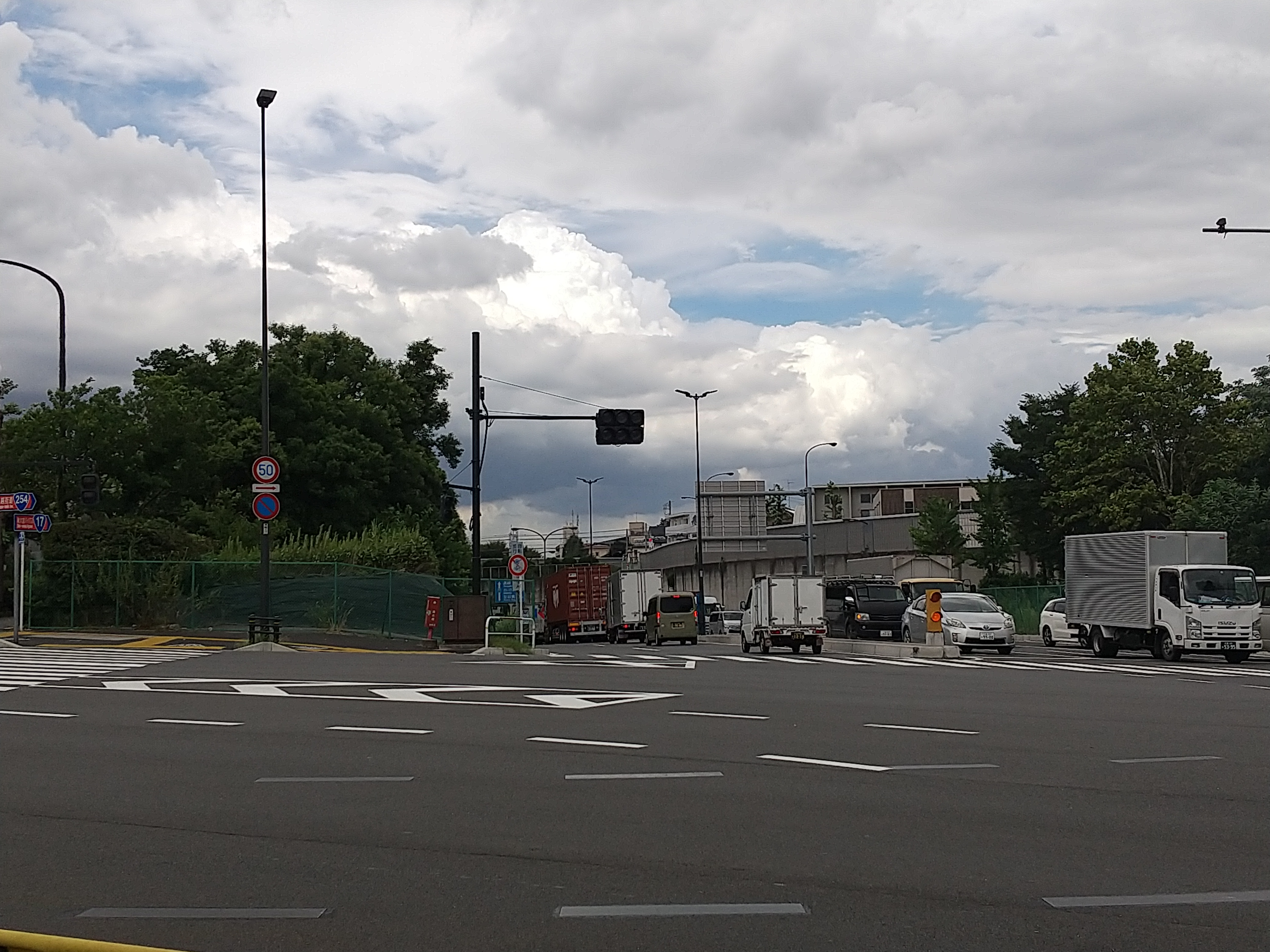
起点・北町八丁目交差点（東京都練馬区）
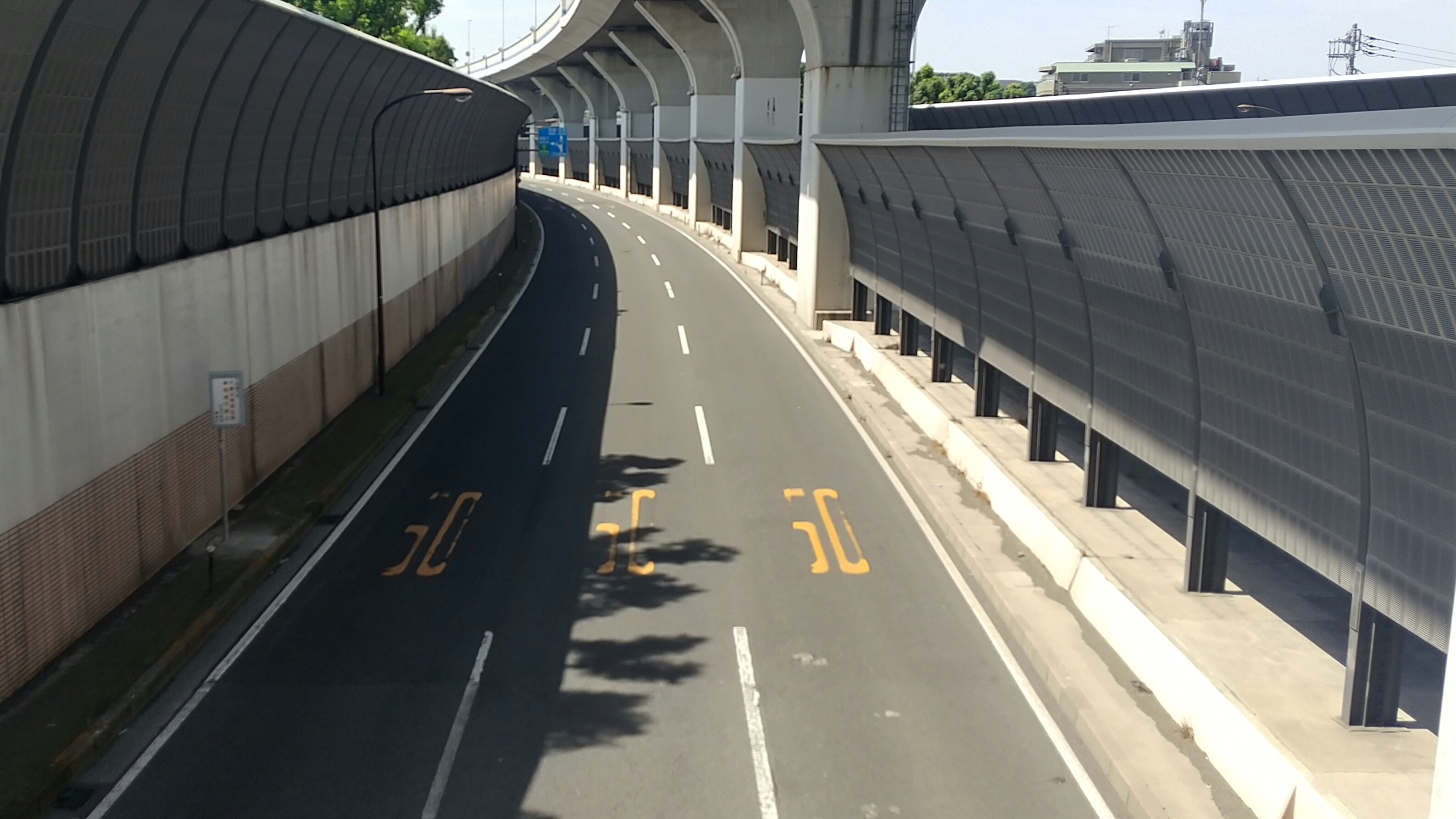
高島平付近（東京都板橋区）
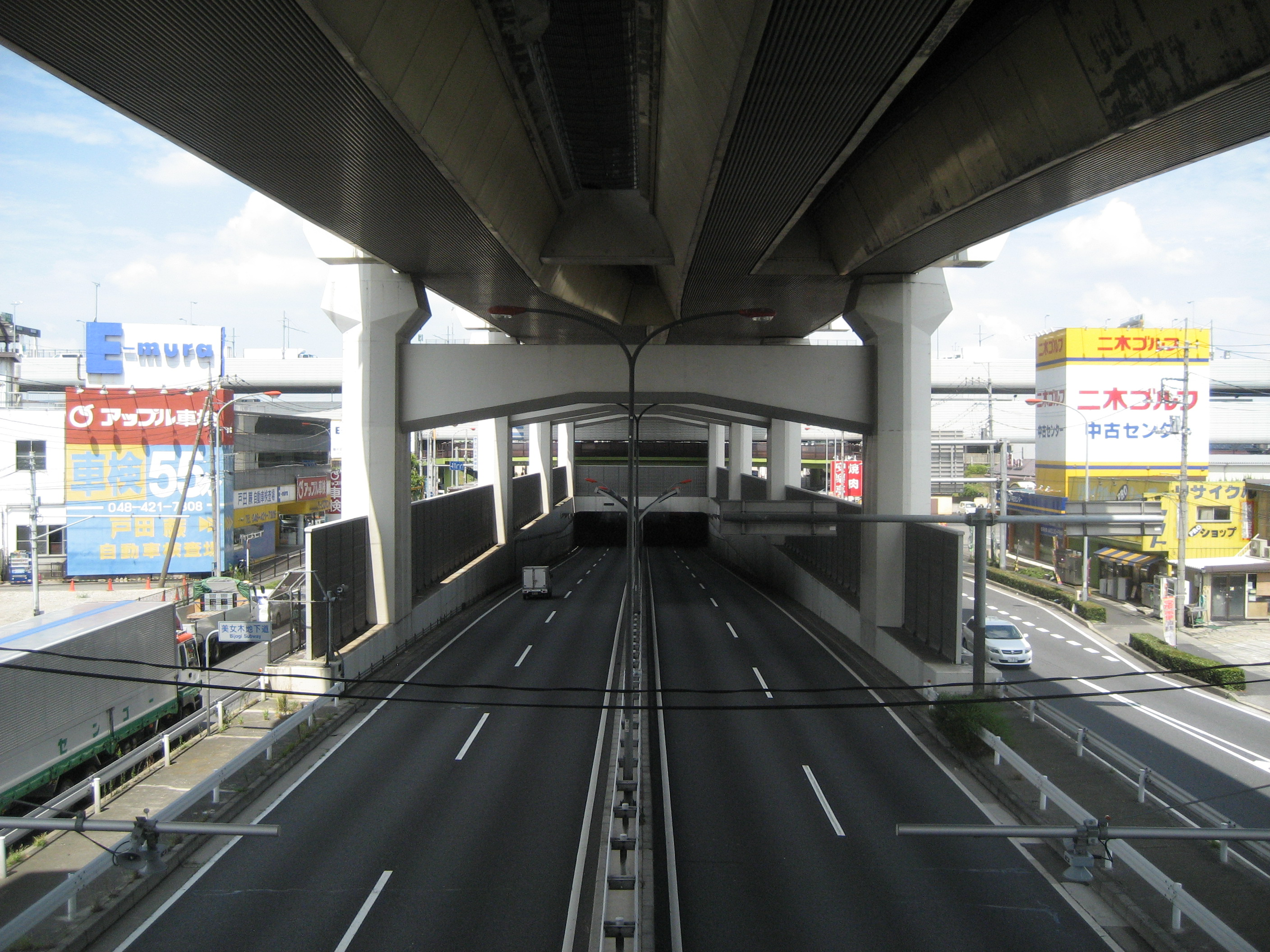
美女木地下道（埼玉県戸田市）
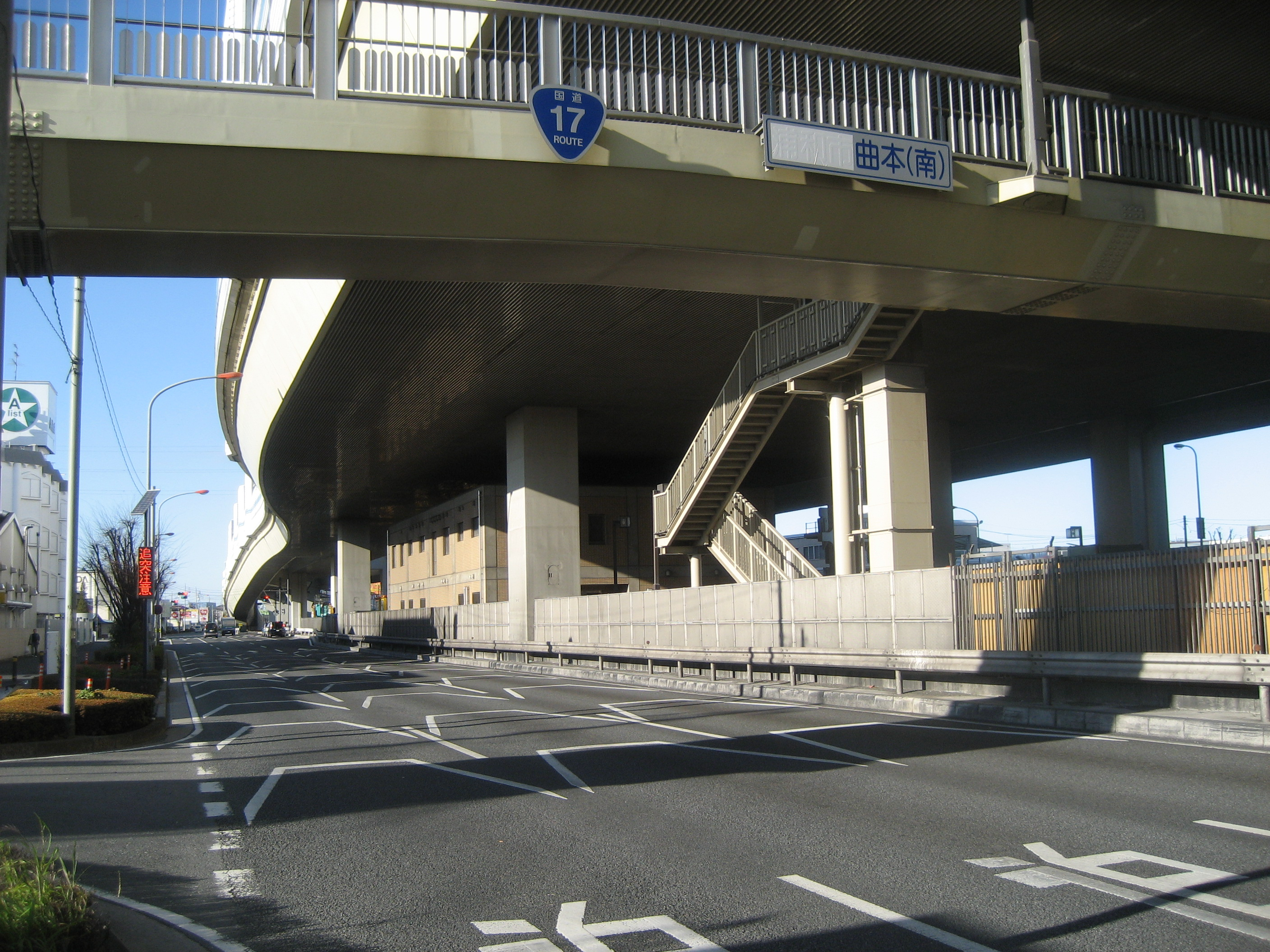
埼玉県さいたま市南区曲本付近（上尾方面）
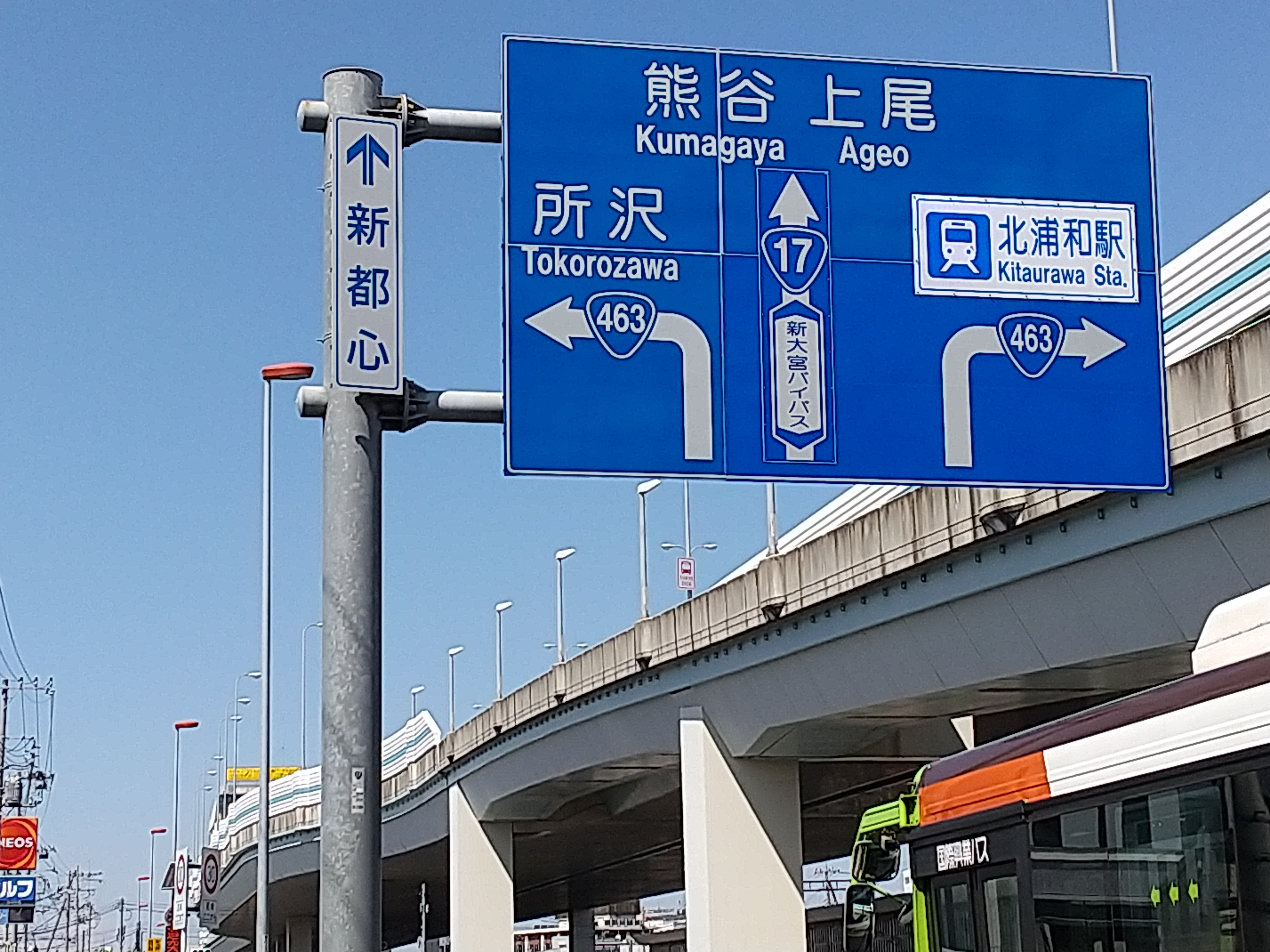
埼玉県さいたま市桜区山久保付近（上尾方面）
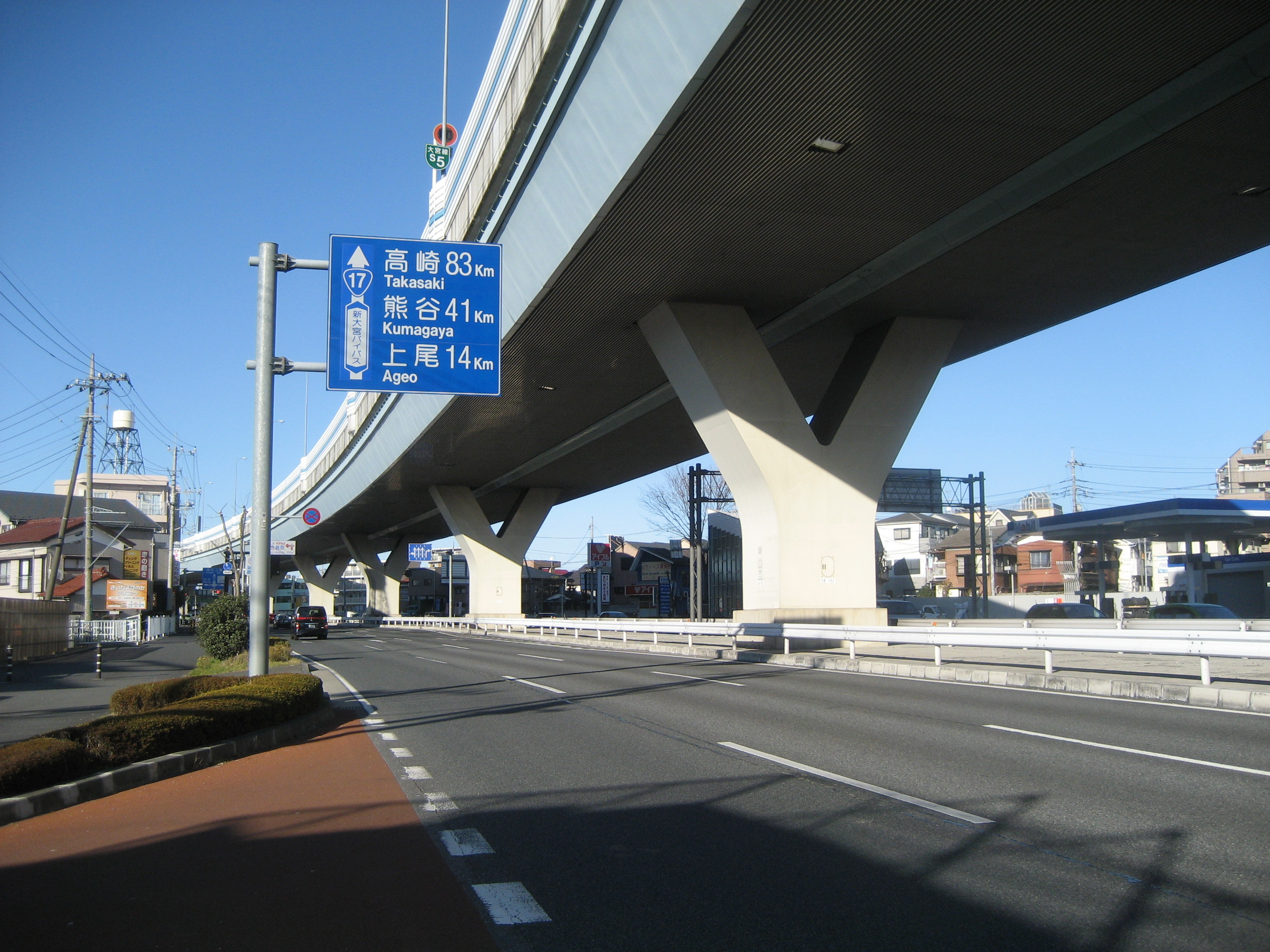
埼玉県さいたま市中央区上峰一丁目付近（上尾方面）
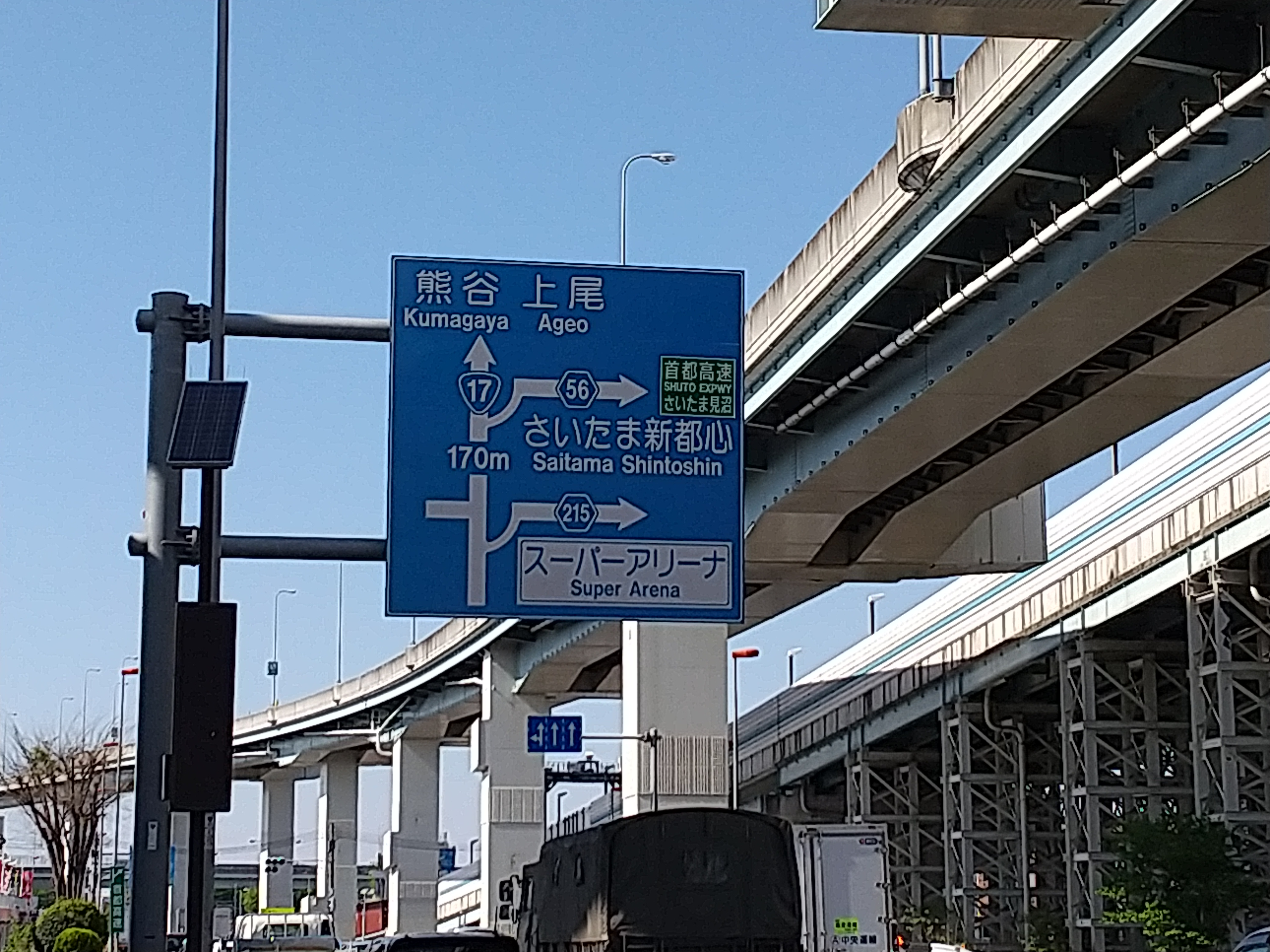
埼玉県さいたま市中央区円阿弥付近（上尾方面）
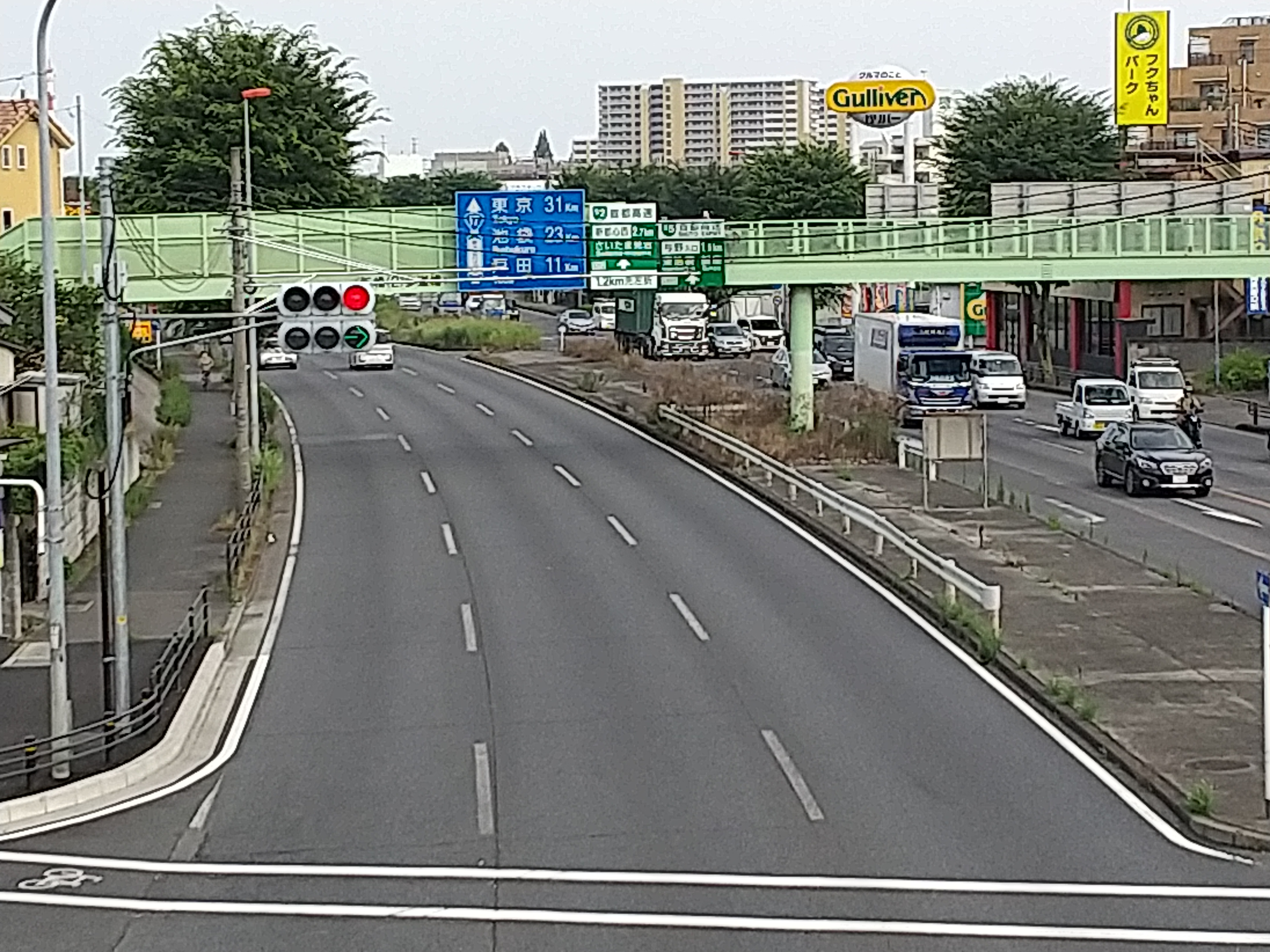
埼玉県さいたま市大宮区三橋二丁目付近（戸田方面）
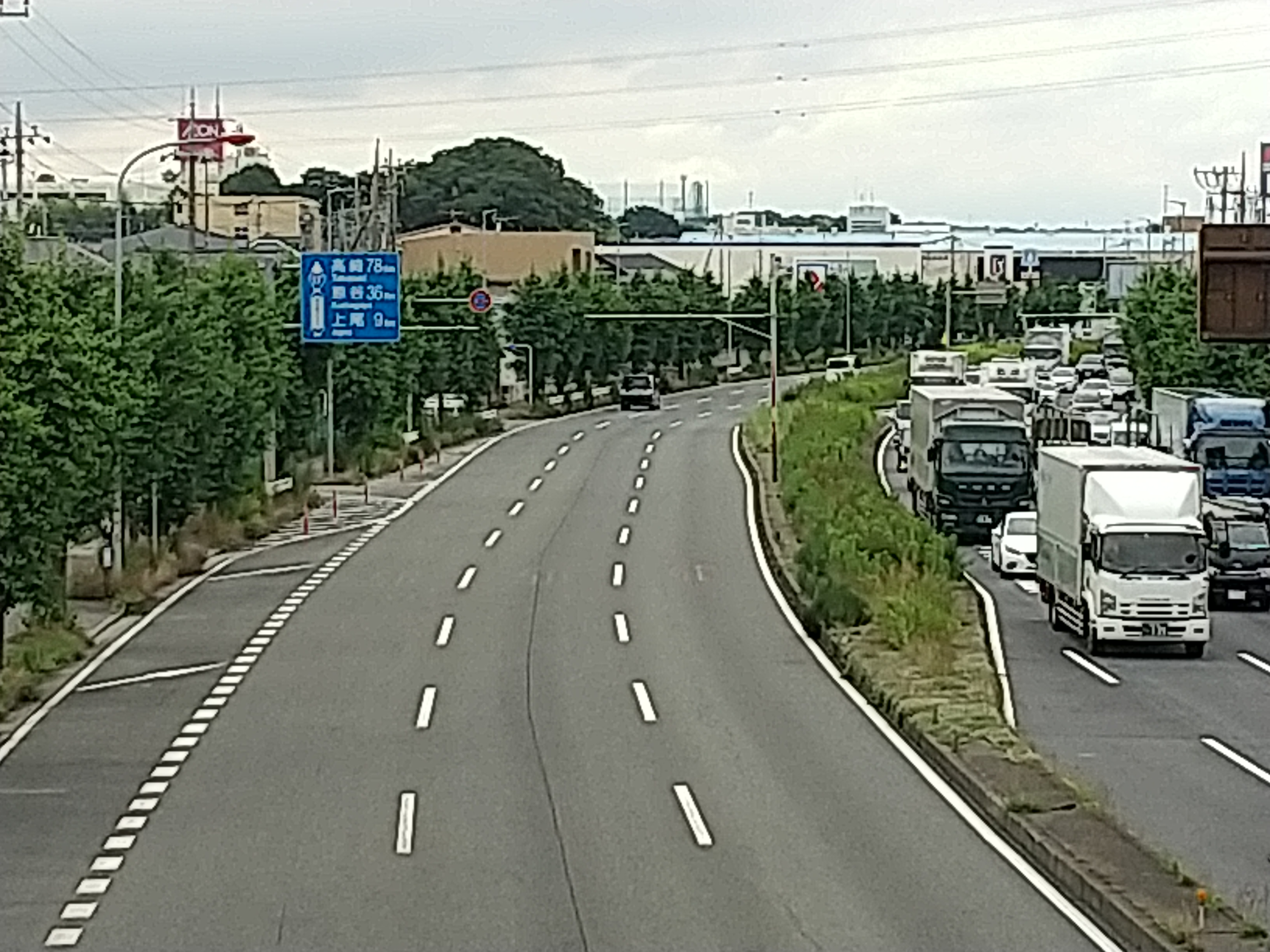
埼玉県さいたま市西区三橋五丁目付近（上尾方面）
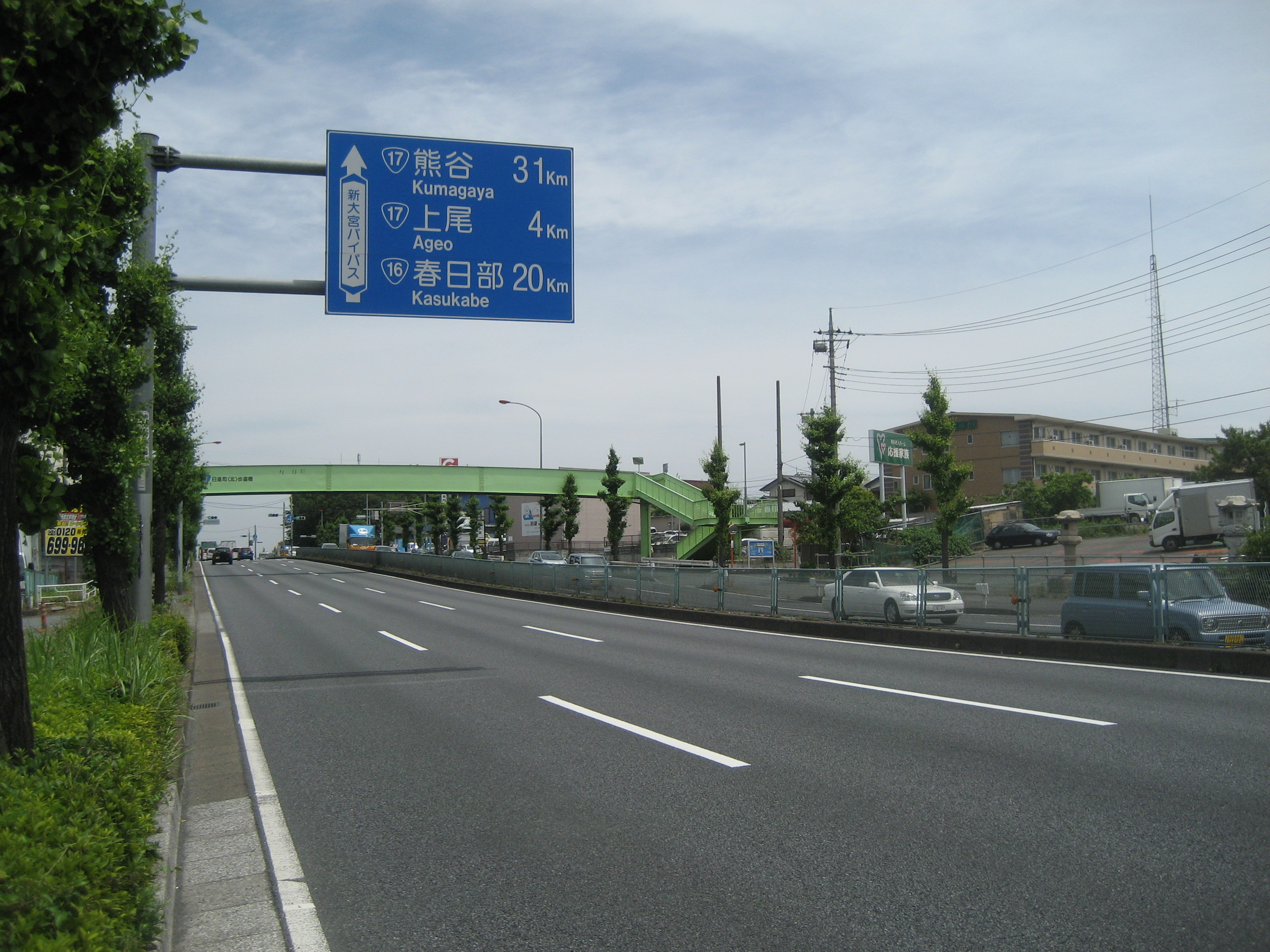
国道16号と17号の重複区間（埼玉県さいたま市北区日進町付近）